# Fontenay-sur-Eure
Fontenay-sur-Eure és un municipi francès, situat al departament de l'Eure i Loir i a la regió de Centre – Vall del Loira. L'any 2007 tenia 817 habitants.

## Demografia

### Població
El 2007 la població de fet de Fontenay-sur-Eure era de 817 persones. Hi havia 308 famílies, de les quals 52 eren unipersonals (16 homes vivint sols i 36 dones vivint soles), 100 parelles sense fills, 136 parelles amb fills i 20 famílies monoparentals amb fills.
La població ha evolucionat segons el següent gràfic:
Habitants censats

### Habitatges
El 2007 hi havia 333 habitatges, 308 eren l'habitatge principal de la família, 17 eren segones residències i 8 estaven desocupats. 327 eren cases i 5 eren apartaments. Dels 308 habitatges principals, 270 estaven ocupats pels seus propietaris, 34 estaven llogats i ocupats pels llogaters i 4 estaven cedits a títol gratuït; 10 tenien dues cambres, 25 en tenien tres, 74 en tenien quatre i 199 en tenien cinc o més. 239 habitatges disposaven pel capbaix d'una plaça de pàrquing. A 108 habitatges hi havia un automòbil i a 190 n'hi havia dos o més.

### Piràmide de població
La piràmide de població per edats i sexe el 2009 era:
| Homes | Edats   | Dones |
| ----- | ------- | ----- |
| 0     | 95 o +  | 0     |
| 0     | 90 a 94 | 0     |
| 8     | 85 a 89 | 0     |
| 4     | 80 a 84 | 4     |
| 0     | 75 a 79 | 8     |
| 12    | 70 a 74 | 8     |
| 32    | 65 a 69 | 8     |
| 8     | 60 a 64 | 16    |
| 12    | 55 a 59 | 20    |
| 40    | 50 a 54 | 24    |
| 40    | 45 a 49 | 16    |
| 44    | 40 a 44 | 68    |
| 28    | 35 a 39 | 32    |
| 8     | 30 a 34 | 12    |
| 0     | 25 a 29 | 20    |
| 36    | 20 a 24 | 16    |
| 24    | 15 a 19 | 20    |
| 36    | 10 a 14 | 52    |
| 40    | 5 a 9   | 20    |
| 12    | 0 a 4   | 0     |

## Economia
El 2007 la població en edat de treballar era de 574 persones, 450 eren actives i 124 eren inactives. De les 450 persones actives 438 estaven ocupades (232 homes i 206 dones) i 12 estaven aturades (7 homes i 5 dones). De les 124 persones inactives 50 estaven jubilades, 51 estaven estudiant i 23 estaven classificades com a «altres inactius».

### Ingressos
El 2009 a Fontenay-sur-Eure hi havia 313 unitats fiscals que integraven 863,5 persones, la mediana anual d'ingressos fiscals per persona era de 23.868 €.

### Activitats econòmiques
Dels 77 establiments que hi havia el 2007, 2 eren d'empreses extractives, 3 d'empreses alimentàries, 1 d'una empresa de fabricació d'elements pel transport, 9 d'empreses de fabricació d'altres productes industrials, 10 d'empreses de construcció, 33 d'empreses de comerç i reparació d'automòbils, 3 d'empreses d'hostatgeria i restauració, 7 d'empreses financeres, 3 d'empreses de serveis, 2 d'entitats de l'administració pública i 4 d'empreses classificades com a «altres activitats de serveis».
Dels 22 establiments de servei als particulars que hi havia el 2009, 10 eren tallers de reparació d'automòbils i de material agrícola, 1 establiment de lloguer de cotxes, 1 guixaire pintor, 2 fusteries, 2 lampisteries, 2 electricistes, 1 perruqueria, 2 restaurants i 1 saló de bellesa.
Dels 5 establiments comercials que hi havia el 2009, 1 era un supermercat, 1 una botiga de menys de 120 m², 1 una llibreria i 2 botigues de mobles.
L'any 2000 a Fontenay-sur-Eure hi havia 15 explotacions agrícoles que ocupaven un total de 999 hectàrees.

## Equipaments sanitaris i escolars
El 2009 hi havia una escola elemental.

## Poblacions més properes
El següent diagrama mostra les poblacions més properes.